# Ulenspiegel
Ulenspiegel, op. 23, és una òpera en dos actes composta per Walter Braunfels sobre un seu llibret en alemany, basat en The Legend of Thyl Ulenspiegel and Lamme Goedzak de Charles De Coster. Es va estrenar el 4 de novembre de 1913 al Staatstheater de Stuttgart.